# Booth (Vorname)
Booth ist ein männlicher Vorname englischer Herkunft.

## Namensträger
- Booth Colman (1923–2014), US-amerikanischer Film-, Fernseh- und Bühnenschauspieler
- Booth Gardner (1936–2013), US-amerikanischer Politiker und Botschafter
- Booth Grey (1740–1802), britischer Politiker und Sohn des 4. Earl of Stamford
- Booth Grey (1783–1850), britischer Politiker und Schwiegersohn des 5. Earl of Stamford
- Booth Savage (* 1948), kanadischer Schauspieler
- Booth Tarkington (1869–1946), US-amerikanischer Autor